# Amelora crypsigramma
Amelora crypsigramma är en fjärilsart som beskrevs av Oswald Beltram Lower 1899. Amelora crypsigramma ingår i släktet Amelora och familjen mätare. Inga underarter finns listade i Catalogue of Life.